# Robert Laycock
Robert Edward "Lucky" Laycock, né le 18 avril 1907 à Londres, au Royaume-Uni, et mort le 10 mars 1968, est un général de division britannique, connu pour son action au sein des unités de commandos pendant la Seconde Guerre mondiale.

## Biographie
Études au Collège d'Eton puis au Collège royal militaire de Sandhurst. Nommé sous-lieutenant des Royal Horse Guards (les Blues) le 29 janvier 1927. Lieutenant en janvier 1930, capitaine en juin 1934, commandant en octobre 1940.
Il suit les cours de l'École de guerre de Camberley en 1940. Nommé lieutenant-colonel à titre temporaire, il commande le Commando no 8 de juillet à octobre 1940 puis le Bataillon no 4 des forces spéciales au Royaume-Uni. 
Il prend le commandement de la Layforce en janvier 1941, et sera engagé en Crète, avec la difficile mission de couvrir la retraite et l'évacuation de l'armée anglaise du Géneral Freyberg en Crète (envahie par les paras allemands au cours de l'opération Merkur) puis au Moyen-Orient (Middle East Commandos) d’août 1941 à août 1942.
Il participe au raid infructueux contre le PC du général Rommel en Afrique du Nord, dans la nuit du 17 au 18 novembre 1941, avec le commando no 11 dont il est l'un des deux seuls survivants, d'où son surnom de "Lucky" Laycock.
Commandant avec rang de lieutenant-colonel, il est nommé colonel à titre temporaire en juin 1942, puis général de brigade à titre temporaire le 1er septembre 1942.
Commandant de la brigade des forces spéciales et chargé de l'organisation et de l'entraînement des commandos en Grande-Bretagne en 1942 et 1943. Il est décoré du Distinguished Service Order (DSO) le 23 septembre 1943, dans le cadre des opérations en Sicile.
À compter du 22 octobre 1943, il est lieutenant-colonel avec rang de général de division. 
D'octobre 1943 à 1947, il succède à Louis Mountbatten au poste de chef des Opérations combinées (Combined Operations), il est nommé général de division à titre temporaire le 22 octobre 1944. Il est promu compagnon de l'Ordre du Bain (CB) le 1er janvier 1945.
Promu colonel le 25 juin 1946, il prend sa retraite le 17 août 1947 avec le grade de général de division honoraire.
Promu chevalier commandeur de l'ordre de Saint-Michel et Saint-Georges (KCMG) le 4 août 1954, distinction lui donnant droit à l'appellation Sir, il est Gouverneur et Commandant en chef de l’île de Malte de septembre 1954 à février 1959.
Il est nommé à titre honorifique colonel commandant les forces spéciales du Special Air Service et le régiment des Sherwood Rangers Yeomanry de 1960 à 1968.
Il est promu colonel honoraire de l’armée blindée cavalerie de l’armée territoriale (Royal Armoured Corps (TA)).
La trilogie d'Evelyn Waugh, Sword of Honour, lui a été dédicacée.

## Distinctions
- Chevalier commandeur de l'ordre de Saint-Michel et Saint-George (KCMG), 1954
- Compagnon de l'ordre du Bain (CB), 1945)
- Compagnon du Distinguished Service Order (DSO), 1943
- Chevalier de l'Très vénérable ordre de Saint-Jean (KStJ), 1954
- Commandeur de la Légion du Mérite (États-Unis)
- Commandeur de la Légion d'honneur
- Grand officier de l'ordre d'Orange-Nassau avec glaives (Pays-Bas), 1948
- Commandeur avec étoile de l'ordre de Saint-Olaf (Norvège), 1948

## Sources et bibliographie
- (en) Cet article est partiellement ou en totalité issu des articles intitulés en anglais « Layforce » (voir la liste des auteurs) et  « Robert Laycock » (voir la liste des auteurs).

1. ↑  « Le tombeau du parachutiste allemand », sur saviez vous que  (blog d'iberville), 6 décembre 2018 (consulté le 7 décembre 2018)